# Koesjva
Koesjva (Russisch: Кушва) is een Russische stad ten oosten van de Oeral in de Centrale Oeral aan de rivier de Koesjva (stroomgebied van Ob) op 96 kilometer ten noorden van Jekaterinenburg.

## Geschiedenis

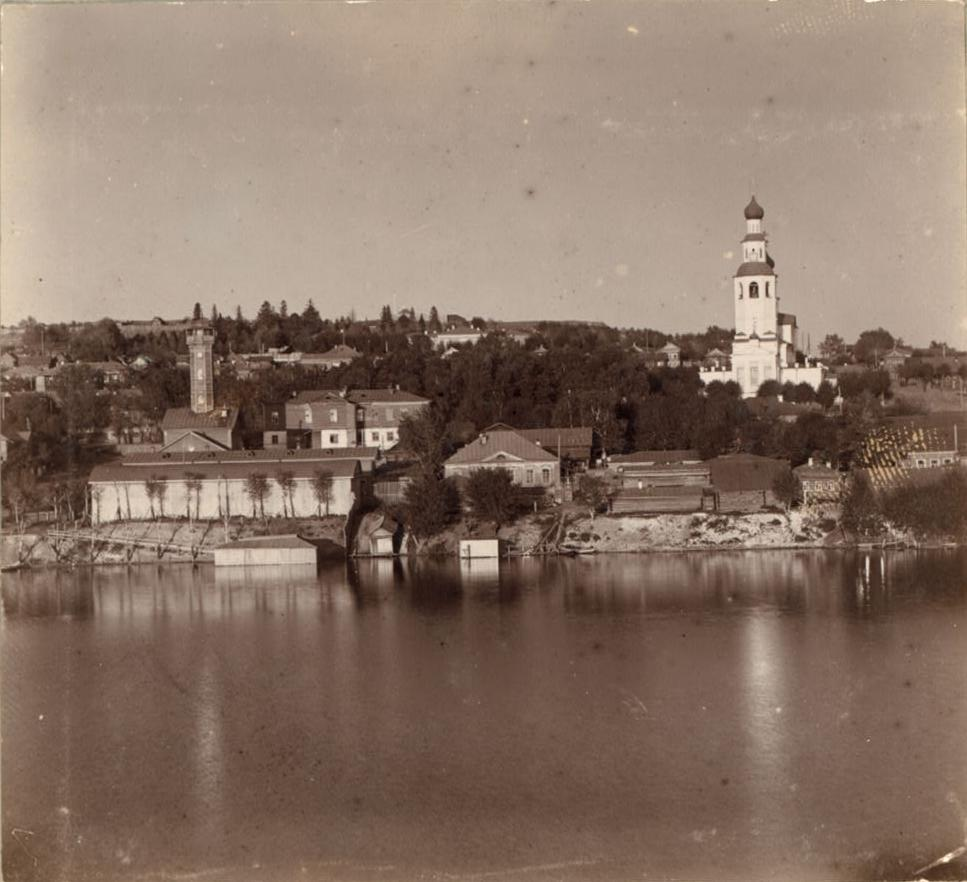
Gezicht over de rivier op Koesjva begin 20e eeuw met Heilige Drie-eenheidskathedraal (Prokoedin-Gorski)

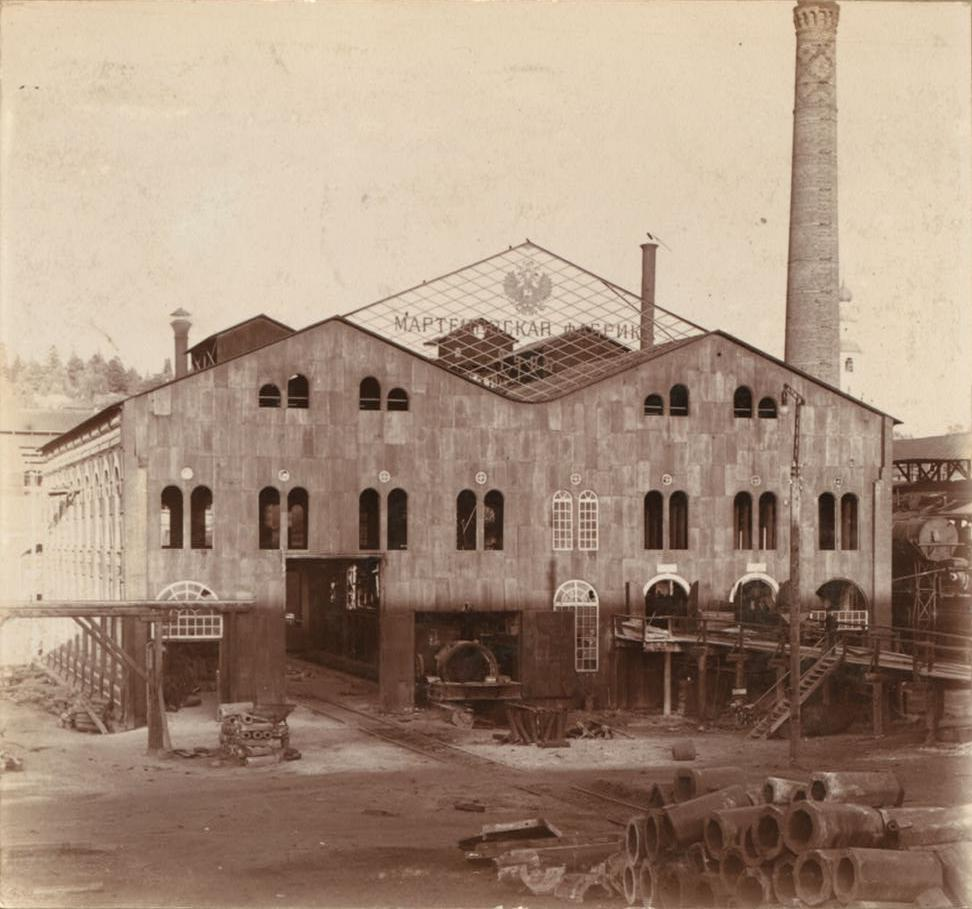
IJzersmelterij: Open-hart oven begin 20e eeuw (Prokoedin-Gorski)

De plaats werd gesticht in 1735 aan de westelijke voet van de Blagodatberg toen daarin ijzer werd aangetroffen, waarna er een ijzersmelterij werd gebouwd. De naam 'Koesjva' is afgeleid van een combinatie van de Komi-Permjaakse woorden 'Koesj' ("kale open plek") en 'va' ("Rivier").
In 1801 werd Koesjva het centrum van de mijnbouwregio Goroblagodatsk ("berg Blagodat"). In 1826 kreeg de plaats de stadstatus en werd hernoemd van Koesjvinski zavod ("Koesjvafabriek") naar Koesjva. In 1899 wordt de plaats bezocht door Dmitri Mendelejev die naar eigen zeggen in Koesjva bijna alle elementen aantrof van zijn periodiek systeem.
De exploitatie van de berg liep twee en een halve eeuw door tot september 2003 toen de ertslaag was uitgeput. Het mijnbouwbedrijf, dat onderdeel was van NTMK werd daarop opgeheven. In de jaren 90 werd de stad getroffen door de economische malaise die in heel Rusland was ontstaan na de val van de Sovjet-Unie. De lonen daalden sterk, de criminaliteit steeg en veel inwoners vertrokken naar steden als Jekaterinenburg en Nizjni Tagil op zoek naar een betere toekomst. Vooral de beëindiging van de mijnbouw trof de stad zwaar.
Op 23 januari 2007 raakten door een gasexplosie in een gebouw met 3 verdiepingen 3 appartementen volledig verwoest, waarbij 6 mensen gewond raakten.
Onder het bestuur van de stad valt ook de stad Verchnjaja Toera, dat sinds 1996 een aparte stad vormt.

## Economie
De lokale economie bestaat uit activiteiten rond de mijnbouw en machinebouw en houtbouw. Er staan fabrieken voor de productie van cilinders spoorwegmaterieel, houtverwerkingsmachines en Argexkorrels en een elektromechanische fabriek.

## Trivia
- Bij de plaats ligt het oudste treinspoor van de Oeral, dat bekendstaat om de scherpe bochten en grote hoogtewisselingen.
- Op de planeet Mars is een inslagkrater naar de plaats vernoemd.

## Demografie
| 1897  | 1926   | 1939      | 1959   | 1970   | 1979   | 1989   | 2002   |
| ----- | ------ | --------- | ------ | ------ | ------ | ------ | ------ |
| 8.900 | 14.200 | 25.000(±) | 46.100 | 43.800 | 43.200 | 43.300 | 35.600 |